# Albee (Dakota del Sur)
Albee es un pueblo ubicado en el condado de Grant en el estado estadounidense de Dakota del Sur. En el Censo de 2010 tenía una población de 16 habitantes y una densidad poblacional de 47,16 personas por km².

## Geografía
Albee se encuentra ubicado en las coordenadas 45°3′5″N 96°33′13″O / 45.05139, -96.55361. Según la Oficina del Censo de los Estados Unidos, Albee tiene una superficie total de 0.34 km², de la cual 0.34 km² corresponden a tierra firme y (0%) 0 km² es agua.

## Demografía
Según el censo de 2010, había 16 personas residiendo en Albee. La densidad de población era de 47,16 hab./km². De los 16 habitantes, Albee estaba compuesto por el 100% blancos, el 0% eran afroamericanos, el 0% eran amerindios, el 0% eran asiáticos, el 0% eran isleños del Pacífico, el 0% eran de otras razas y el 0% pertenecían a dos o más razas. Del total de la población el 0% eran hispanos o latinos de cualquier raza.